# Jezioro Wilanowskie
Jezioro Wilanowskie – starorzecze wiślane znajdujące się w dzielnicy Wilanów w Warszawie.

## Położenie
Jezioro od końca XVII w. jest częścią wilanowskiego założenia pałacowo-parkowego, stanowiąc wodny łącznik między ogrodem wilanowskim a parkiem Morysin.
Jezioro jest elementem dawnego ciągu wodnego lewobrzeżnych starorzeczy wiślanych, z których obecnie zachowane są: Jezioro Powsinkowskie (połączone z Jeziorem Wilanowskim w rejonie mostu na ul. Vogla), jezioro Sielanka (obecnie zdegradowane i wysychające ze względu na odcięcie połączenia z Jeziorem Wilanowskim) i Jeziorko Czerniakowskie połączone kanałem z jeziorem Sielanka.
Częścią jeziora jest Kanał Sobieskiego o długości ok. 800 m, który łączy je z rzeką Wilanówką i za jej pośrednictwem z Wisłą. Na kanale w latach 60. XX w. wybudowano jaz, dzięki któremu jezioro jest sztucznie piętrzone.
„Program Ochrony Środowiska dla m. st. Warszawy na lata 2009–2012 z uwzględnieniem perspektywy do 2016 r.” podaje, że jezioro położone jest na terenie zalewowym, a jego powierzchnia wynosi 13,4699 ha.
Według Państwowego Rejestru Nazw Geograficznych (PRNG) Kanał Sobieskiego jest częścią potoku Służewieckiego.
Na jeziorze znajdują się dwie wyspy – pierwsza z nich w rejonie ujścia potoku Służewieckiego, powstała z akumulacji materiału niesionego tym ciekiem, druga – sztuczna – w północnej części jeziora, jest częścią parku wilanowskiego połączoną z lądem zabytkowym mostem Rzymskim i ozdobioną pomnikiem Bitwy Raszyńskiej w kształcie monumentalnego sarkofagu.
Jezioro Wilanowskie położone jest na terenie Warszawskiego Obszaru Chronionego Krajobrazu (Dz. Urz. Woj. Maz. Nr 42/14.02.2007 r., poz. 870).

## Przyroda
Jezioro charakteryzuje się bogatym i różnorodnym zespołem makrobezkręgowców bentosowych, co może świadczyć o jego dużej wartości przyrodniczej. Zbiornikowi przyznano w 2009 roku II klasę czystości wody według metody BMWP-PL. Wskaźniki dla Jeziora Wilanowskiego: liczba rodzin makrobezkręgowców: 21, wskaźnik Margalefa: 3,06; wskaźnik Simpsona: 0,79. Zgodnie z monitoringiem w ramach Natura 2000 przeprowadzonym w latach 2009-2011 jezioro wykazało zły stan barwy wody (U2).
Jezioro jest zanieczyszczone w warstwie przydennej związkami azotu, fosforu i metali ciężkich, których akumulacja nastąpiła w wyniku wieloletniego dopływu wód silnie zanieczyszczonego Potoku Służewieckiego. W miesiącach zimowych, w związku z odladzaniem miejskich ulic, w jeziorze występuje silne stężenie chlorków, przekraczające miejscowo stężenie 3 000 mg/l.